# كرويات الأصابع
كرويات الأصابع أو ذات الأصابع الكروية (الاسم العلمي: Sphaerodactylidae)، فصيلة أبارص تنتشر في أمريكا الشمالية وأمريكا الوسطى وأمريكا الجنوبية ومنطقة البحر الكاريبي، وكذلك في جنوب أوروبا وشمال إفريقيا والشرق الأوسط ووسط آسيا. تم وصف أكثر من 200 نوع في ضمن أجناس كثيرة.